# Han Ji-hye
Han Ji-hye est une actrice sud-coréenne, née le 29 juin 1984 à Gwangju.

## Filmographie

### Cinéma
- 2002 : Miwodo dashi hanbeon
- 2003 : Singles
- 2005 : B-hyeong namja chingu : Ha-mi
- 2010 : Blades of Blood (Goo-reu-meul beo-eo-nan dal-cheo-reom) : Baek-ji

### Télévision
- 2003 : Yeoleum hyangki (série télévisée) : Park Jung-ah
- 2004 : Nang rang 18 seh (série télévisée) : Yoon Jung-sook